# Ammoniummetavanadat
Ammoniummetavanadat ist ein farb- und geruchloser Feststoff aus der Gruppe der Vanadate.

## Herstellung
Die Herstellung von Ammoniummetavanadat kann durch eine Ionentauschreaktion von Natriummetavanadat mit Ammoniumchlorid erfolgen:
{\displaystyle \mathrm {NaVO_{3}\ +\ NH_{4}Cl\longrightarrow \ NH_{4}VO_{3}\ +\ NaCl} }

## Eigenschaften

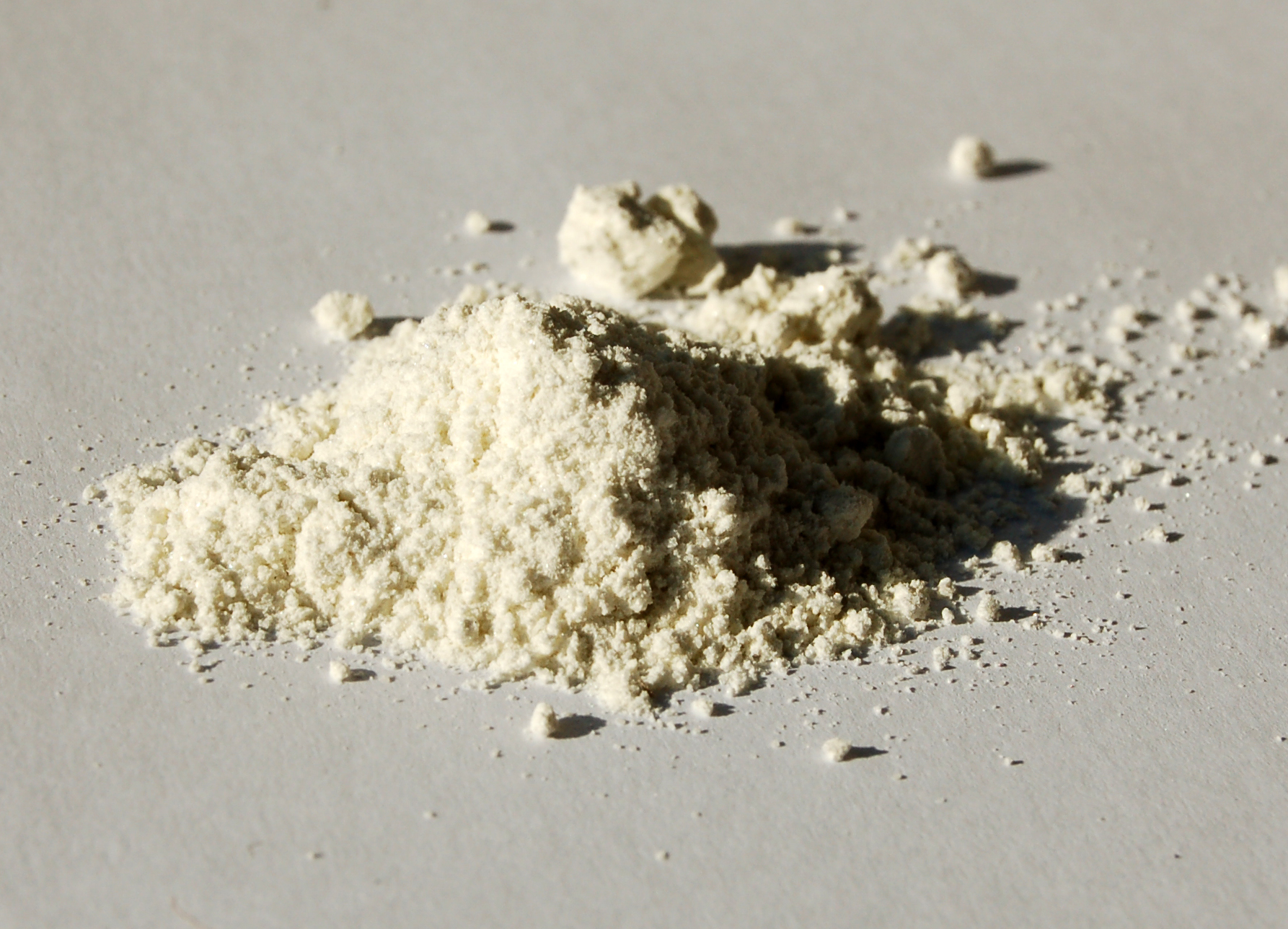
Ammoniummetavanadat

Ammoniummetavandat ist ein in reinem Zustand farbloser Feststoff, welcher in Wasser, Ethanol und Ether schlecht, in verdünntem Ammoniak jedoch gut löslich ist.
Die Farbe wechselt ins gelbliche, sobald darin ein Mehrgehalt an Vanadium(V)-oxid V2O5 enthalten ist, als es der Stöchiometrie entspricht. Die gelblichen Färbungen leiten sich von Polyvanadaten ab. Wässrige Lösungen von Ammoniummetavanadat reagieren nahezu neutral. Der pH-Wert einer 5%igen Lösung bei 20 °C beträgt 6,5.
Er verliert oberhalb 50 °C Ammoniak und geht beim trockenen Erhitzen leicht in Vanadium(V)-oxid über.
Die Verbindung besitzt eine orthorhombische Kristallstruktur mit der Raumgruppe Pbcm (Raumgruppen-Nr. 57).

## Verwendung
Ammoniumvanadat wird zur Herstellung von Katalysatoren für organische und anorganische Synthesen verwendet, zur Herstellung von Farben und Lacken als Trocknungsmittel für Malereien und Tinten.
In der Lebensmittelanalytik wird es zur photometrischen Bestimmung von Phosphat eingesetzt.